# No Mean City
No Mean City ist das zehnte Studioalbum der schottischen Hard-Rock-Band Nazareth.

## Album
Das Album wurde im Maison Rouge-Studio auf der Ballastowell Farm auf der Isle of Man aufgenommen. Dort wurden die rein instrumentalen Aufnahmen angefertigt, die Vocals und Remixe dann später in den labeleigenen Mountain-Studios in der Schweiz. Es entstanden 8 ausschließlich selbst komponierte Songs, denn auf Coverversionen, die sich in den Jahren zuvor zu Markenzeichen der Band entwickelt hatten, wurde diesmal verzichtet. Wie bei "Expect no Mercy" im Jahr zuvor wurde ein talentierter Graphiker für das Sleeve Design angeheuert, diesmal Rodney Matthews. Seine Schöpfung, der monströse Krieger mit den zwei offenen Klingen, insbesondere die Gürtelschnalle, die einen geflügelten Totenschädel darstellt, wurde zum Maskottchen für Nazareth. Es fand auf zahlreichen Merchandise-Artikeln Verwendung.

## Entstehung
Nachdem sie ihre Möglichkeiten als Quartett mit dem vorherigen Album Expect No Mercy für sich als ausgeschöpft erachteten, begaben Nazareth sich auf die Suche nach einem zweiten Lead-Gitarristen. Zal Cleminson jobbte nach dem Split seiner Hausband Sensational Alex Harvey Band zunächst als Taxifahrer, bevor ihn das Angebot von Nazareth ereilte und er auch prompt zusagte.

## Stil/Titelsong
Zusammen mit Hair of the Dog und Expect no Mercy zählt No mean City zu den für Heavy-Metal-Anhänger besonders erwähnenswerten Nazareth-LPs, die den Grundstein für die gleichzeitig aufkeimende New Wave of British Heavy Metal legten. Manny Charlton und Zal Cleminson arbeiteten als Gitarrenduo sehr gut zusammen. Während Charlton stets den technisch versierten, aber etwas introvertierten Mann im Hintergrund gab, der sich bei Interviews und Pressekonferenzen meist zurückhielt, tat Cleminson sich als wilder und feuriger Gitarrist hervor, der auf der Bühne herumrannte und Grimassen schnitt.
Der Titelsong No mean City beschäftigt sich inhaltlich mit einem Buch desselben Titels, das eine Story über einen „Razor King“ aus den Gorbals, einem Viertel im Glasgow der 1930er Jahre erzählt. Geschrieben wurde das Buch von McArthur und Long.
Zal Cleminson nahm danach allerdings nur noch ein Album mit Nazareth auf. Nach der Veröffentlichung von Malice In Wonderland, einer LP, die vor allem den amerikanischen AOR-Markt erobern sollte und daher eher in seichtere und kommerziellere Gefilde abdriftete, verließ er die Band wieder.
Daher kann No Mean City auch als das letzte relevante Nazareth-Album für richtige Hard-Rock- und Heavy-Metal-Fans für die nächsten Jahre anerkannt werden. Erst Mitte der 80er Jahre besann sich die Band wieder auf die Qualitäten ihrer stärksten Scheiben.

## Singles
Obwohl das eigentliche Album "No Mean City" in erster Linie aus Hard Rock und Metal bestand, waren auch radiotauglichere Stücke mit an Bord, die für Singleauskopplungen auserkoren wurden. Man entschied sich für "Whatever you want Babe", "Star" und "May the Sun shine". Für Platin reichte allerdings keine dieser Nummern mehr. Lediglich "May the Sun shine" war noch mal ein kleiner Überraschungserfolg und reichte im Frühjahr 1979 für Platz 22 in den UK-Charts. Damit war der Song allerdings auch der letzte Singleerfolg für Großbritannien. Nebenbei zur Erklärung: Die AOR-Ballade Dream On war in den 80er Jahren nur im Rest Europas noch mal ein Hit.

## Titelliste
1. Just to Get into It – 4:24
2. May the Sunshine – 4:55
3. Simple Solution, Part 1 & 2 – 4:59
4. Star – 4:55
5. Claim to Fame – 4:30
6. Whatever You Want Babe – 3:42
7. What's in It for Me – 4:20
8. No Mean City, Part 1 & 2 – 6:32
9. May the Sunshine (Single Edit)* – 3:31
10. Whatever You Want Babe (Single Edit)* – 2:59
11. Star (US Version)* – 4:55